# Conwy (stad)
Conwy is een plaats in het Welshe graafschap Conwy. Conwy telt 14.208 inwoners en is gelegen aan de gelijknamige rivier.
Conwy Castle en de stadsmuren werden in opdracht van Eduard I van Engeland gebouwd tussen 1283 en 1289. Dit maakte onderdeel uit van zijn verovering van Wales. Het oudste gebouw in Conwy is een kerk die al vanaf de 14e eeuw binnen de vestingmuren staat.

## Bezienswaardigheden
- Het beeldbepalende kasteel en de stadsmuren vormen een onderdeel van het UNESCO werelderfgoed Kastelen en stadsmuren van King Edward in Gwynedd.
- Conwy Suspension Bridge, gebouwd tussen 1822-1826 door Thomas Telford
- Conwy Railway Bridge, in 1849 gereedgekomen naar een ontwerp van Robert Stephenson
- Aberconwy House is een middeleeuws koopmanshuis en een van de oudste huizen in Wales. Het is gebouwd in de 14e eeuw en vanwege zijn historisch en architectonisch belang is het een monument. Het huis wordt beheerd door National Trust.[1]
- Het kleinste huis van Groot-Brittannië staat in Conwy.[2] Het is niet groter dan 3,05x1,8 meter. Het was bewoond vanaf de 16e eeuw tot 1900 toen de eigenaar werd gedwongen te verhuizen. Het huis is nog steeds in particulier bezit en bezoekers kunnen er tegen een kleine vergoeding rondkijken.

## Geboren in Conwy
- Milton Jones (1894-1932), autocoureur

## Galerij

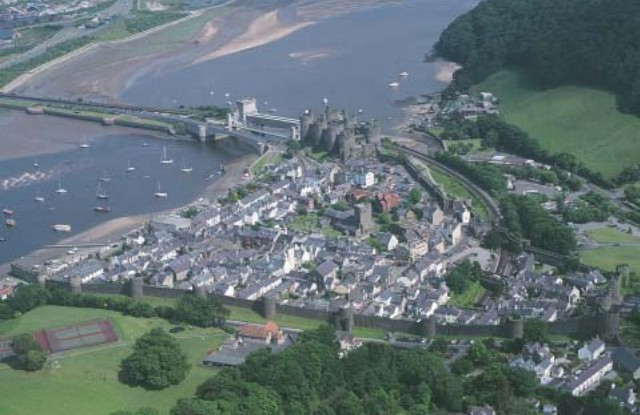
Luchtfoto van de oude stad
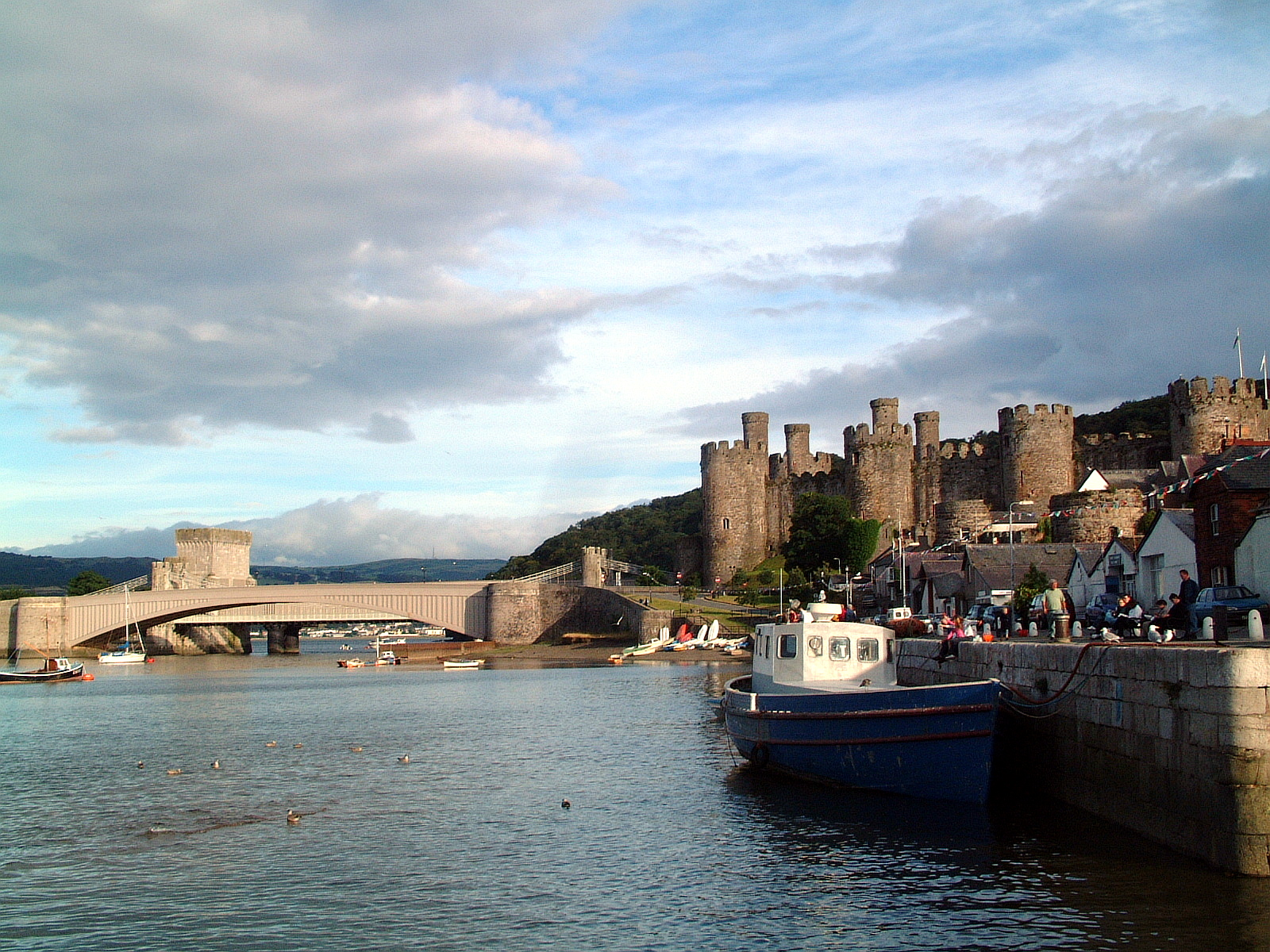
Kasteel en bruggen van Conwy
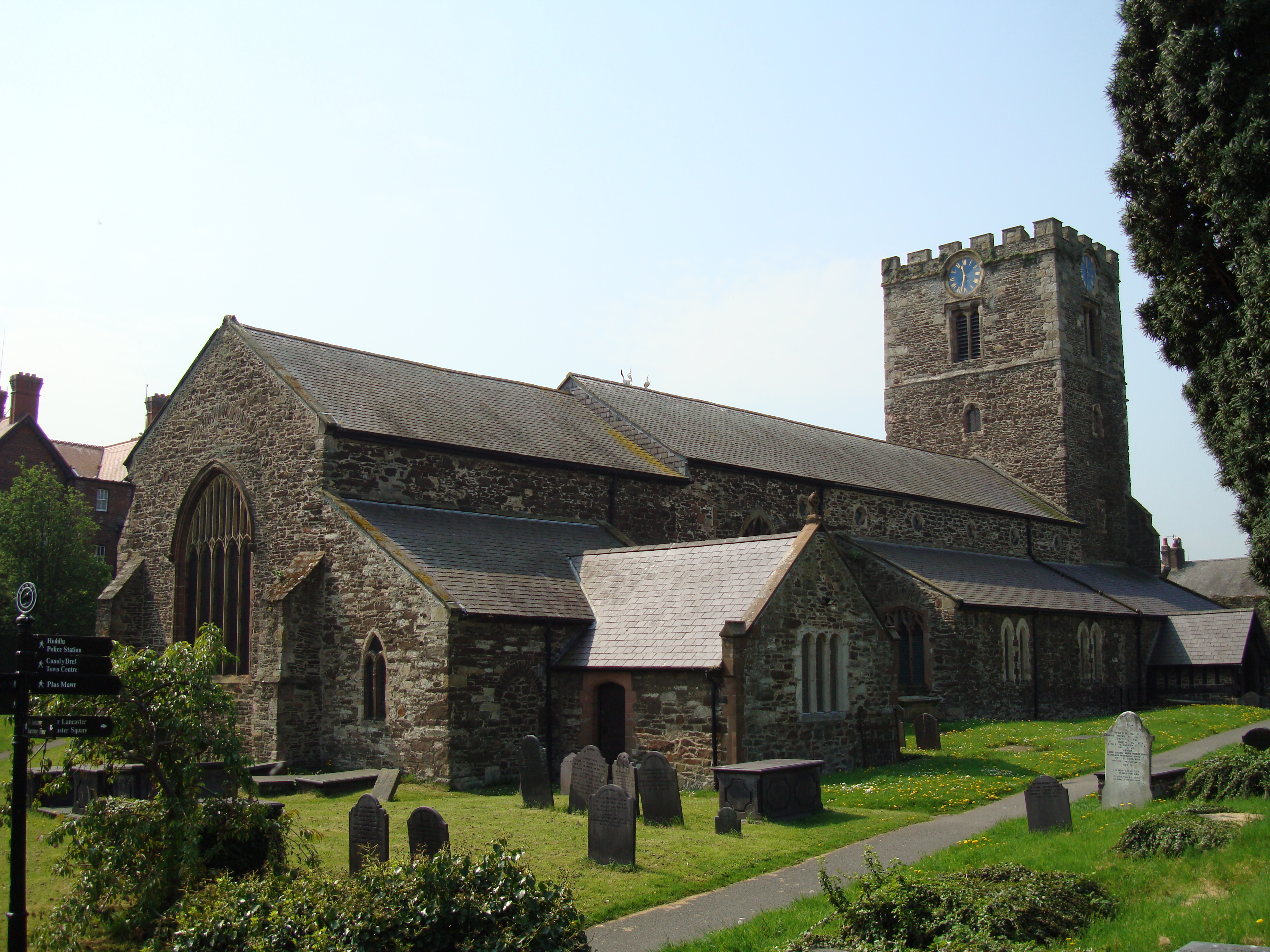
Abdij van Aberconwy
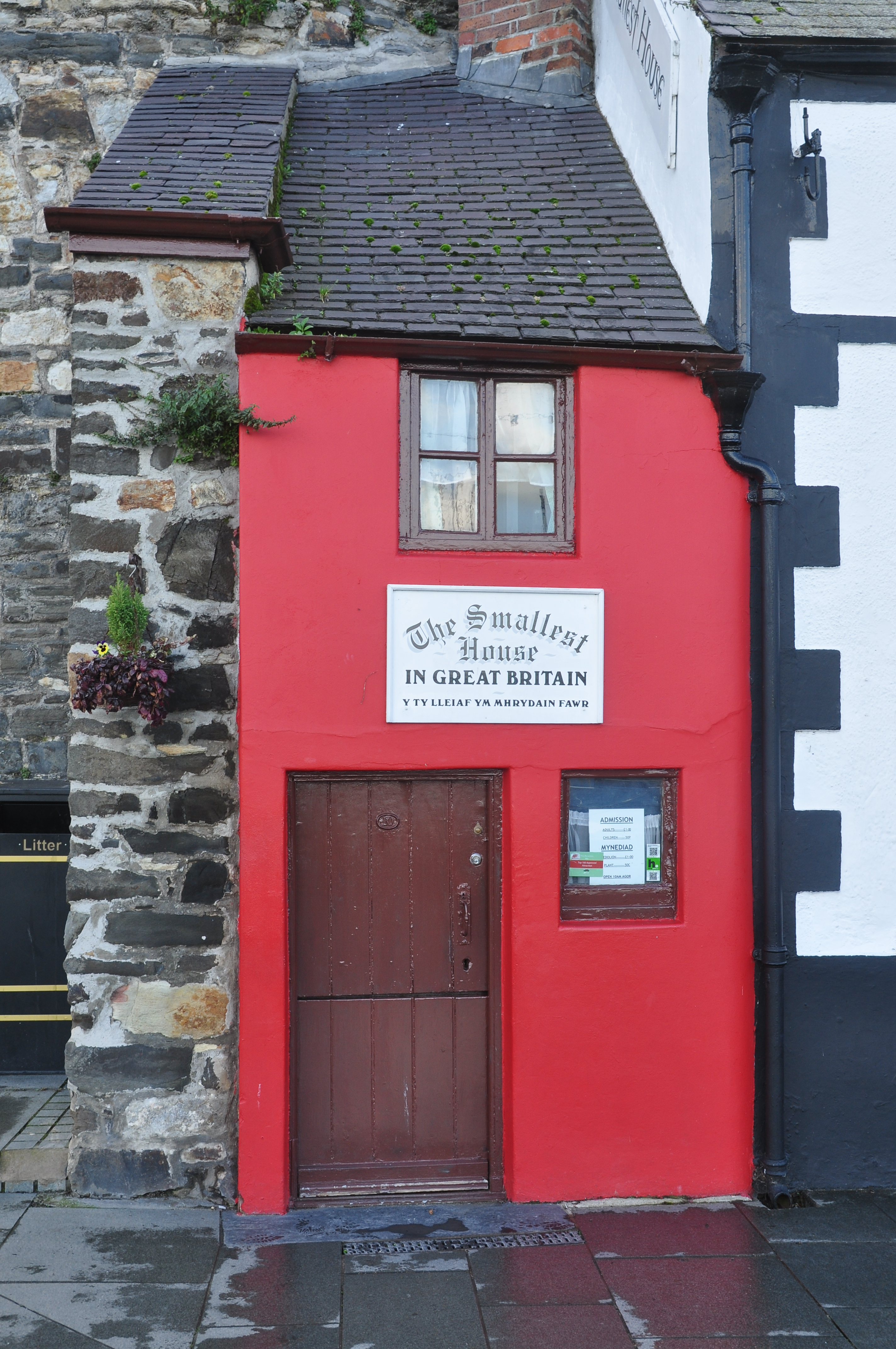
Het kleinste huis